# Poteau (rivière)
Pour les articles homonymes, voir Poteau (homonymie).

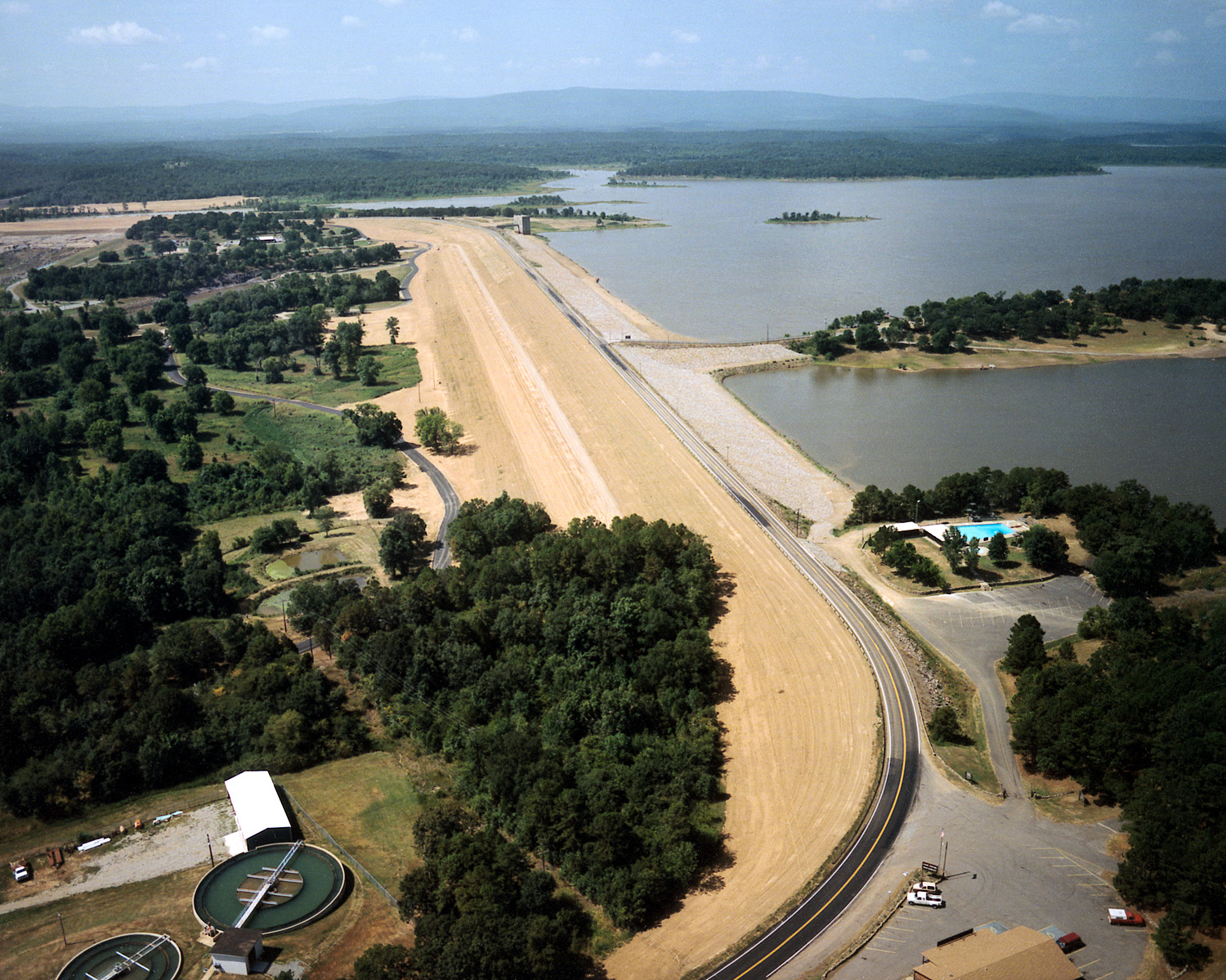
La rivière Poteau traversant le lac Wister.

La rivière Poteau (en anglais : Poteau River) est un cours d'eau qui coule dans les États de l'Arkansas et de l'Oklahoma. Il est un affluent de la rivière Arkansas et donc un sous-affluent du Mississippi. Elle a donné son nom à la ville de Poteau.

## Géographie
La rivière Poteau prend sa source près de la ville de Waldron dans l'Arkansas par cinq sources différentes provenant de cinq petits lacs Poteau River Lake numérotés de 1 à 5.
La rivière s'écoule d'abord vers l'Ouest, dans la forêt nationale d'Ouachita, avant de s'orienter vers le Nord et le lac Wister dans lequel la rivière Poteau reçoit les eaux d'un de ses affluents, la rivière Fourche Maline. Après avoir traversé le lac, la rivière Poteau poursuit son cours vers l'Est vers sa confluence avec la rivière Arkansas au lieu-dit "Belle Point" situé à Fort Smith.

## Histoire
La toponymie français date de l'arrivée de plusieurs explorateurs français et coureurs des bois canadiens-français, qui sont passés dans cette région occidentale de la Louisiane française et ont atteint Santa Fé; Pierre Antoine et Paul Mallet (1739), Satren (1749], et Chapuis (1752).  L'explorateur Pierre Vial découvrit la Piste de Santa Fe en 1792. Le site de Poteau fut un avant-poste et un poste de traite avec les Amérindiens à l'époque de la Nouvelle-France.